# Thalassoma lutescens

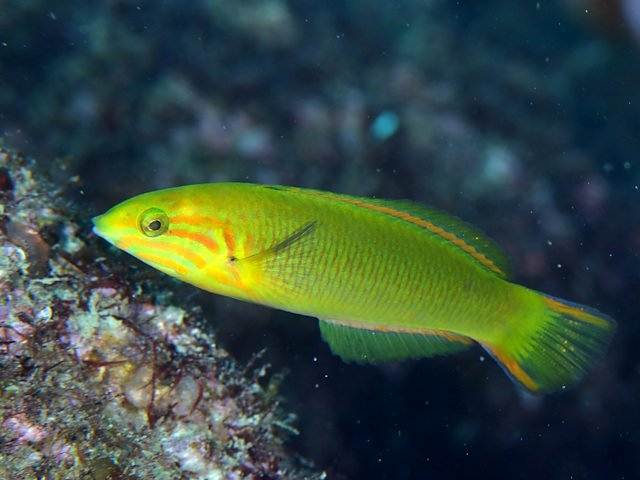
Thalassoma lutescens

Thalassoma lutescens (Lay & Bennett, 1839) è un pesce marino appartenente alla famiglia Labridae che proviene dall'Indo-Pacifico.

## Distribuzione e habitat
Proviene dalle barriere coralline dell'oceano Pacifico e dell'oceano Indiano, in particolare sulle coste dello Sri Lanka, del Giappone, del sud dell'Australia e della Nuova Zelanda. Di solito nuota in aree con il fondo sabbioso fino a 30 m di profondità.

## Descrizione
Presenta un corpo allungato, piuttosto compresso ai lati e non alto. Il dorso è arcuato, mentre la pinna caudale è a delta, con i due raggi esterni molto più allungati. La pinna dorsale e la pinna anale sono basse e lunghe.
Nel corso della vita del pesce la colorazione cambia notevolmente. I giovani hanno il dorso giallastro e il ventre bianco, mentre le loro pinne sono trasparenti. La zona giallastra del dorso è separata dal ventre da una sottile linea nera orizzontale. La pinna caudale non è biforcuta e ha il bordo dritto.
Invece i maschi adulti sono verdi-bluastri con la testa gialla o rosa-rossastra striata di blu. La pinna dorsale e la pinna anale sono rosse con il bordo verde, mentre la pinna caudale e le pinne pettorali sono gialle con hanno il bordo blu. La pinna caudale ha una forma simile a quella di una lira: i raggi esterni molto più allungati di quelli interni. Non supera i 30 cm.

## Biologia

### Alimentazione
Ha una dieta molto varia, prevalentemente carnivora, che è composta sia da uova e larve di pesci che da invertebrati marini come crostacei, soprattutto granchi, Galatheidae e gamberi, policheti ed echinodermi, come ricci di mare, stelle marine (Ophiura) e oloturie.

### Riproduzione
È un pesce oviparo ed ermafrodita; la fecondazione è esterna. Gli esemplari più grandi sono maschi. Forma gruppi di diversi esemplari durante la riproduzione; non ci sono cure verso le uova.

## Conservazione
La lista rossa IUCN classifica questa specie come "a rischio minimo" (LC) perché a parte l'occasionale cattura per l'acquariofilia non vi sono altre minacce. È inoltre diffusa in diverse aree protette.